# Ел Сабино (Сан Мигел Авеветитлан)
Ел Сабино (шп. El Sabino) насеље је у Мексику у савезној држави Оахака у општини Сан Мигел Авеветитлан. Насеље се налази на надморској висини од 1417 м.

## Становништво
Према подацима из 2010. године у насељу је живело 12 становника.

### Хронологија
| Година       | 2000         | 2005         | 2010 |
| ------------ | ------------ | ------------ | ---- |
| Становништво | 33 (16 / 17) | 39 (20 / 19) | 12   |

### Попис
| # | Индикатор                     | Вредност |
| - | ----------------------------- | -------- |
| 1 | Укупно домаћинстава           | 5        |
| 2 | Укупно насељених домаћинстава | 2        |
| 3 | Величина локације             | 1        |